# Waltz cung La thứ (Chopin, tái khám phá 2024)

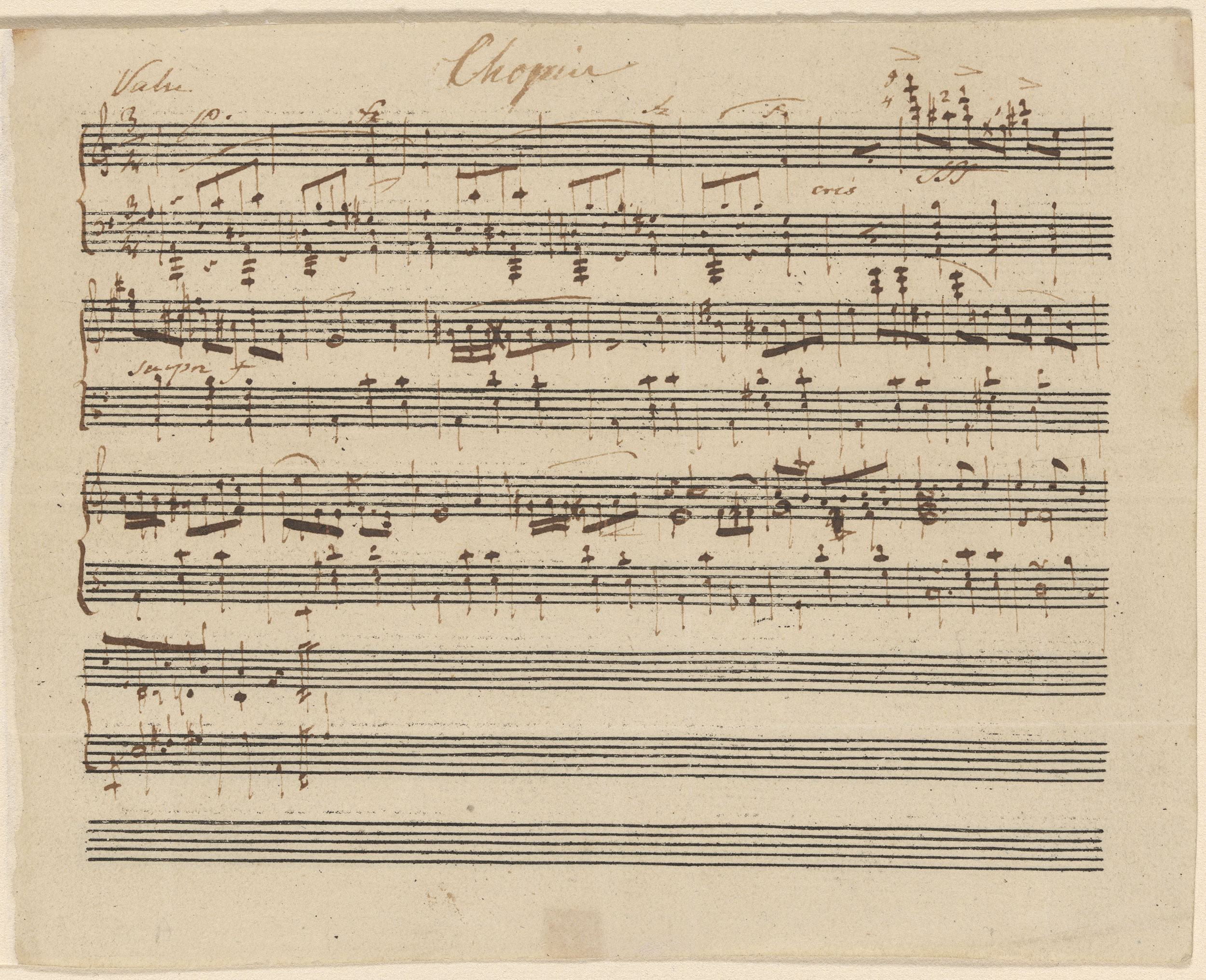
Bản thảo

Waltz cung La thứ là một bản waltz được cho là của nhà soạn nhạc người Ba Lan Frédéric Chopin. Bản thảo được tìm thấy tại Thư viện &amp; Bảo tàng Morgan và được tờ báo The New York Times công bố rộng rãi vào ngày 27 tháng 10 năm 2024. Có niên đại từ năm 1830 đến 1835, việc xác thực thành công sẽ khiến tác phẩm trở thành phát hiện đầu tiên về một tác phẩm chưa biết của nhà soạn nhạc kể từ cuối những năm 1930, mặc dù giám đốc Viện Fryderyk Chopin Artur Szklener không tin rằng bản thảo này đại diện cho một tác phẩm hoàn chỉnh, và do đó không coi đây là một trong những bản waltz của Chopin.

## Xác thực
Bản thảo có kích thước 130 × 102 mm và được nhân viên bảo tàng phát hiện vào năm 2019 trong quá trình lập danh mục di chúc của Arthur Satz, người đã mua nó từ vợ của nghệ sĩ dương cầm nghiệp dư và cựu giám đốc Trường Thiết kế Nội thất New York Augustus Sherrill Whiton Jr. Được viết bằng mực muối sắt nâu trên giấy dệt máy có màu vàng hơn và dày hơn một chút so với giấy của các tổng phổ sau này, cả hai chất liệu trên đều tương đồng với những gì Chopin sử dụng. Cụ thể hơn, chất liệu giấy có thể được đối chiếu với tổng phổ của các tác phẩm từ Warsaw của nhà soạn nhạc, với "sắc thái xanh lục" tương ứng với những năm đầu của ông ở Paris thay cho Warsaw. Nét chữ trong bản thảo cũng giống với nét chữ của Chopin, bao gồm những đặc điểm như kích thước nhỏ và khóa Fa khác thường, mặc dù bạn của Chopin là Julian Fontana cũng vẽ khóa Fa theo kiểu tương tự, dẫn đến một số nhầm lẫn giữa các bản thảo của họ trong quá khứ. Điều này còn áp dụng với chữ " Valse " được viết ở đầu bản thảo, mặc dù tên "Chopin" được viết bằng một tay khác. Tuy nhiên, người ta đã lưu ý rằng, khi nói đến ký hiệu âm nhạc, cách viết không được "chuẩn hóa" như trong trường hợp viết thư.
Nhà nghiên cứu âm nhạc Jeffrey Kallberg hỗ trợ xác thực trên cơ sở âm nhạc, trái ngược với bản nhạc chỉ được Chopin sao chép lại. Artur Szklener, giám đốc Viện Fryderyk Chopin, đã chú ý đến "những đặc điểm của phong cách tuyệt vời" phù hợp với hoạt động của nhà soạn nhạc trong nửa đầu những năm 1830, và cho rằng sự gọn gàng của bản thảo phản bác quan điểm rằng nó được viết chung với một học sinh trong một bài học, đồng thời làm nổi bật sự thiếu vắng lời đề tặng và chữ ký, một điều thường thấy ở một bản thảo tặng kèm loại này. Ông coi rằng bản thảo nhiều khả năng là "phác thảo về ý tưởng âm nhạc ban đầu", "một dấu vết về hoạt động của Chopin trong cộng đồng chơi piano", hơn là một tác phẩm hoàn chỉnh, và không coi đây là bản waltz thứ 20 của ông,  trong khi công nhận rằng sự tô điểm giai điệu và "quãng hai dịch chuyển" của phần đệm là dấu ấn của nhà soạn nhạc.

## Mô tả
Bản thảo gồm 24 ô nhịp được chơi lặp lại. Điệu waltz ngắn một cách bất thường, chỉ kéo dài khoảng từ một phút đến 80 giây khi biểu diễn. Viết ở cung La thứ và nhịp 3
4, bản nhạc bao gồm các ký hiệu ngón bấm, trong khi cường độ khác thường bao gồm một đoạn fortississimo ("rất rất mạnh "; fff) gần đầu và trước khi chủ đề xuất hiện–được nghệ sĩ dương cầm Lang Lãng mô tả là gợi nhớ đến mùa đông ở vùng nông thôn Ba Lan.

## Đĩa nhạc
Deutsche Grammophon đã phát hành bản thu âm thương mại của tác phẩm có tên 'The Waltz in A minor "Found in New York"' (tạm dịch: Bản Waltz cung La thứ "tìm thấy ở New York") dưới dạng đĩa đơn kỹ thuật số, do Lang Lãng trình bày, vào ngày 8 tháng 11 năm 2024. Warner Classics cũng đã phát hành một bản ghi âm thương mại dưới dạng album kỹ thuật số với một số bản mazurka của Chopin, do Piotr Anderszewski biểu diễn, vào ngày 5 tháng 11 năm 2024.